# Lövenich (Kolonia)
Lövenich, Köln-Lövenich — dzielnica miasta Kolonia w Niemczech, w okręgu administracyjnym Lindenthal, w kraju związkowym Nadrenia Północna-Westfalia, na lewym brzegu Renu. 